# Kościół św. Michała Archanioła w Karłowicach
Kościół świętego Michała Archanioła – rzymskokatolicki kościół parafialny należący do parafii pod tym samym wezwaniem (dekanat Brzeg północ archidiecezji wrocławskiej).

## Historia
Świątynia wzmiankowana była w 1500 roku, od 1534 roku należała do ewangelików. Obecna została wzniesiona jako ewangelicka pod koniec XIX wieku w stylu neogotyckim, na miejscu poprzedniej o konstrukcji szkieletowej. Po 1945 roku została przejęta przez katolików.

## Architektura
Kościół został wybudowany z cegły prasowanej, z zewnątrz nie jest otynkowany; wnętrze jest nakryte sklepieniami krzyżowo-żebrowymi; poszycie korpusu nawowego nakrywa blacha falista, natomiast prezbiterium i wieża są przykryte blachą miedzianą. Budowla jest orientowana, trzynawowa, czteroprzęsłowa o układzie halowym, posiada niższe i węższe prezbiterium zamknięte trójbocznie oraz kwadratową, czterokondygnacyjną wieżę od strony zachodniej. Dachy kościoła są wysokie; wieża nakryta jest smukłą, ośmioboczną iglicą. Ściany świątyni są oprzyporowane, prawie wszystkie okna są ostrołukowe, w korpusie nawowym znajdują się także okrągłe. Wystrój i wyposażenie wnętrza reprezentują styl neogotycki i pochodzą z czasów budowy świątyni, tylko ołtarz główny, dwa ołtarze boczne oraz chrzcielnica reprezentują styl późnobarokowy i pochodzą z 1 połowy XVIII wieku, przeniesiono je z kaplicy zamkowej. W korpusie nawowym w nawach bocznych oraz w całym przęśle zachodnim są umieszczone empory. 

## Organy
Organy zostały wybudowane przez firmę Schlag & Söhne ze Świdnicy jako opus 367. Prospekt neogotycki, jednoprzęsłowy, trójosiowy. Stół gry wbudowany jest w przednią ścianę szafy organowej. Dmuchawa elektryczna oraz miech znajdują się na przyległej do chóru wieży kościoła. Od lat 70. do 90. instrument przez swój zły stan był nieużywany. Gruntowny remont był przeprowadzony pod koniec lat 90.
Dyspozycja instrumentu:
| Manuał I                    | Manuał II             | Pedał           |
| --------------------------- | --------------------- | --------------- |
| 1. Bordun 16'               | 1. Geigenprincipal 8' | 1. Octavbass 8' |
| 2. Principal 8'             | 2. Salicet 8'         | 2. Subbass 16'  |
| 3. Gambe 8'                 | 3. Gedackt 8'         | 3. Violon 16'   |
| 4. Octave 4'                | 4. Spitzflöte 4'      |                 |
| 5. Flöte 4'                 |                       |                 |
| 6. Quinte 2 2/3 & Octave 2' |                       |                 |
| 7. Mixtur 3-4 fach.         |                       |                 |